# Pëtr Fëdorovič Sokolov
Pëtr Fëdorovič Sokolov (in russo Пётр Фёдорович Соколов?; Mosca, 1787 – Merčyk, 15 agosto 1848) è stato un pittore russo.

## Biografia
Nel 1800 il padre, un accanito giocatore d'azzardo, dovette vendere la casa per pagare i debiti. Insieme alla madre si trasferì a San Pietroburgo alla ricerca di un futuro migliore. In quello stesso anno entrò nell'Accademia delle belle arti di San Pietroburgo, dove studiò pittura sotto la guida di Pëtr Vasil'evič Basin.

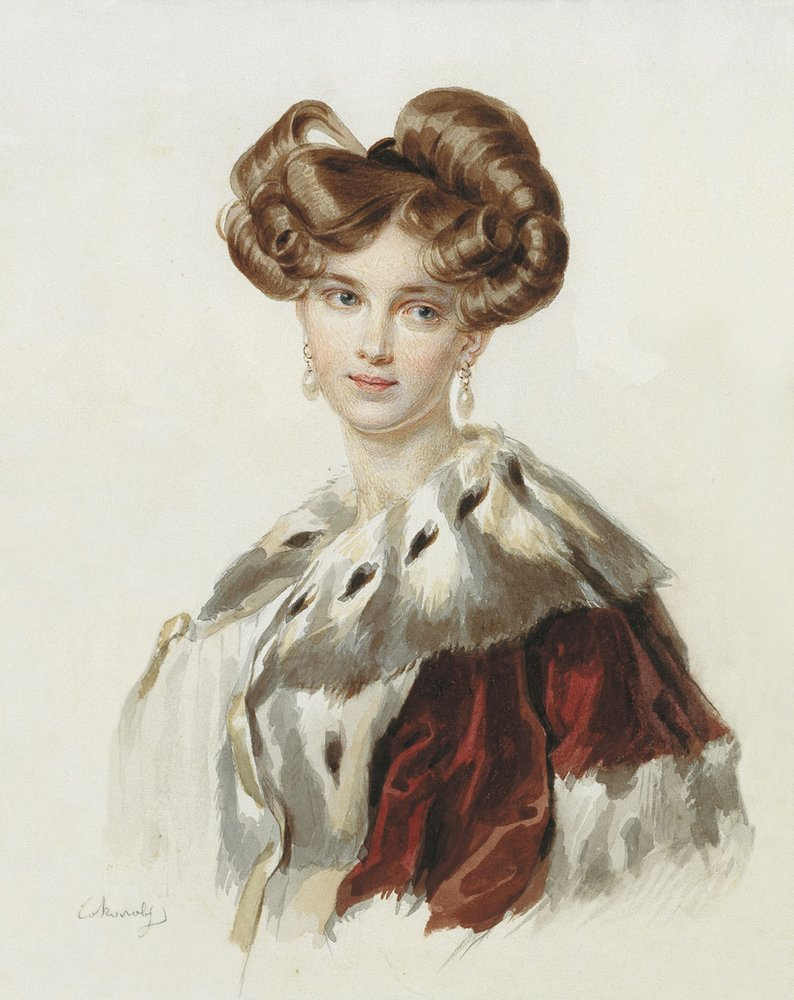
Ritratto di Idalia Maria de Oberto, 1820, Museo statale Puškin.

Completò gli studi nel 1809 con una piccola medaglia d'oro ricevuta per la sua opera Andromaca lutto per il marito Ettore, morto in combattimento.
Il giovane Sokolov iniziò a impartire lezioni private di disegno. Così iniziò a produrre ritratti in acquerello negli ambienti interni, chiamati ritratti da camera. Il soggetto prevalente del suo lavoro è la società di San Pietroburgo. Si lascia da parte la pittura ad olio e si specializza nell'acquerello che presto diventarono di moda.
Grazie a Pëtr Ivanovič Apraksin, venne invitato al Palazzo Aničkov a dipingere un ritratto del granduca Aleksandr, portandogli un certo numero di nuovi ordini della corte. Grazie a questo, è stato nominato un accademico nel 1839.
Nel 1842, viaggiò per un anno e mezzo, soprattutto in Germania per visitare gli stabilimenti termali e curare la salute della moglie. Tornò a San Pietroburgo nell'autunno del 1843. In seguito decise di trasferirsi a Mosca dove la sua vista cominciò a declinare.

## Matrimonio

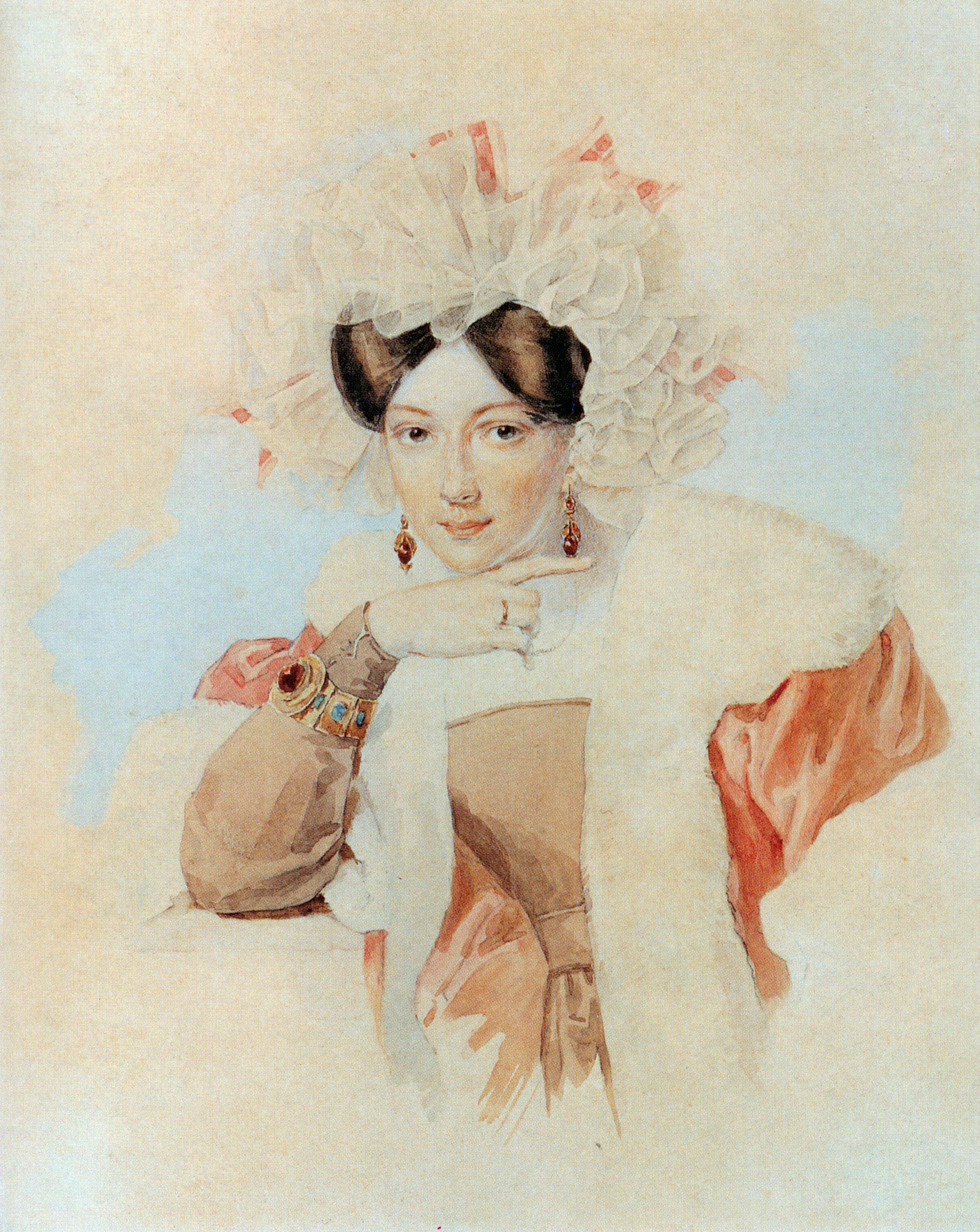
Ritratto di Julia Pavlovna Brjullova, di Pëtr Fedorovič Sokolov, 1827, Museo statale Puškin.

Nel 1820 si sposò con Julia Pavlovna Brjullova (1804-1877), sorella del celebre Karl Pavlovič Brjullov, con il quale ha mantenuto relazioni amichevoli. Ebbero quattro figli:
- Pëtr Petrovič (1821-1899);
- Pavel Petrovič (1823-1826);
- Pavel Petrovič (1826-1905);
- Aleksandr Petrovič (1829-1913).

## Morte
La contessa Ol'ga Orlov-Davydov invitò, nel 1848, nel suo castello a Merčyk, per guadagnarsi da vivere, ma scoppiò un'epidemia di colera e il pittore morì poco dopo, il 3 agosto 1848. È sepolto nel cimitero del paese.

## Galleria d'immagini

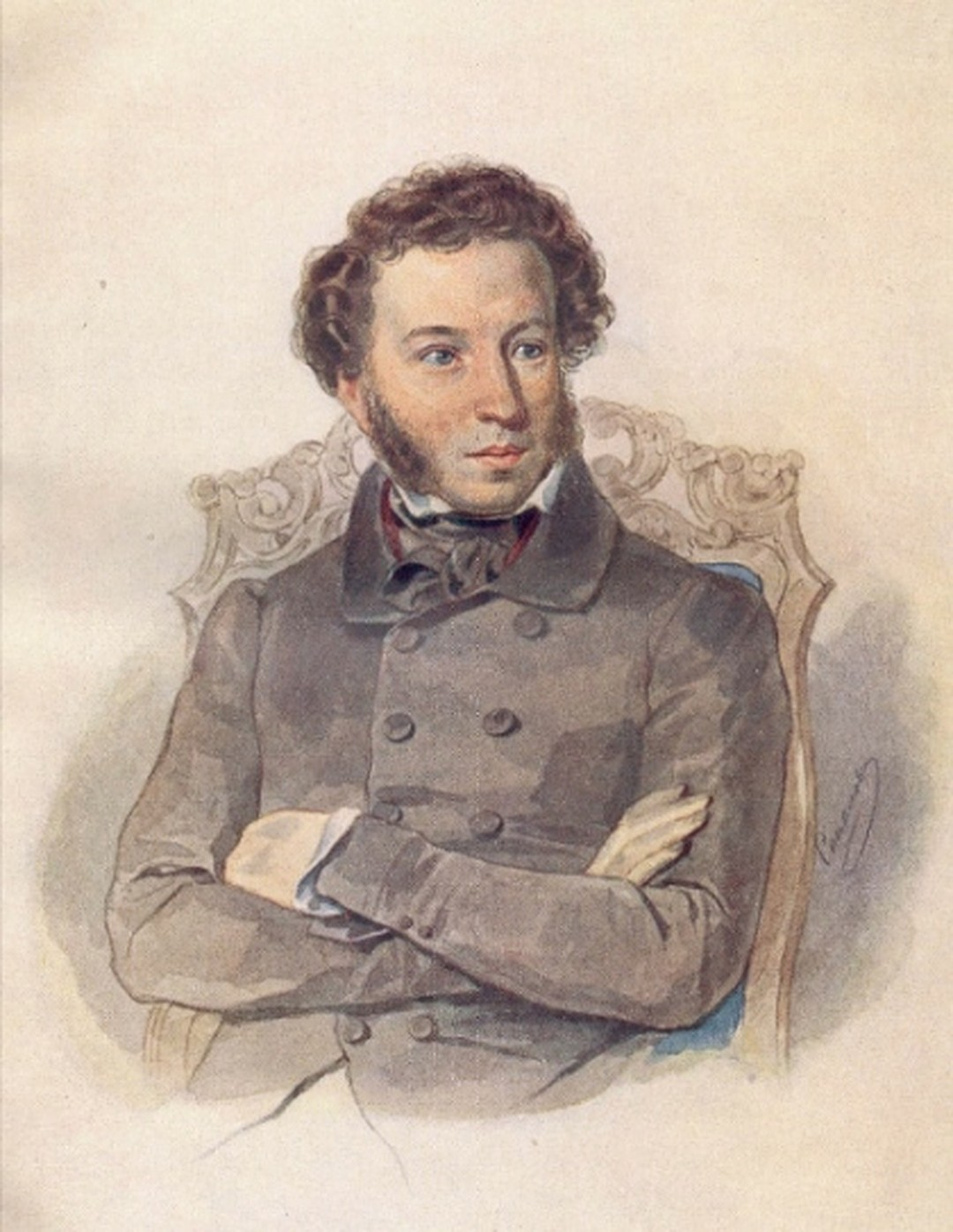
Ritratto del poeta e scrittore russo Aleksandr Sergeevič Puškin, 1836.
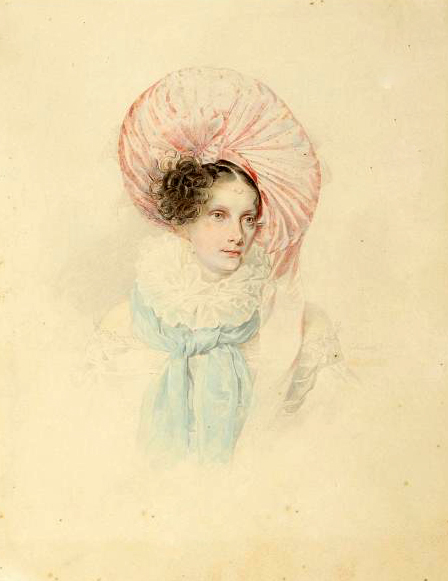
Ritratto dell'imperatrice Aleksandra Fëdorovna, 1839.
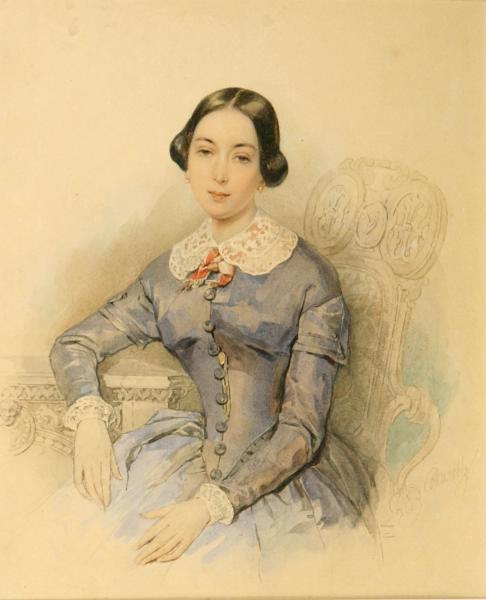
Ritratto della principessa Aleksandra Aleksandrovna Golycina, 1845.